# Werner Stengel
Werner Stengel, född 22 augusti 1936 i Bochum, är en tysk ingenjör, främst känd som berg- och dalbanedesigner. Han har också designat andra typer av åkattraktioner, såsom pariserhjul och radiobilar och vattenrutschkanor. Stengel började sin verksamhet år 1963 i samarbete med Anton Schwarzkopf, ofta med Stengel som designer och Schwarzkopf som tillverkare. Två år senare etablerade Stengel företaget Ingenieurbüro Stengel GmbH, även känt som Stengel Engineering och i dag baserat i München.

## Karriär
Stengels samarbete med Schwarzkopf ledde till många innovationer i utformningen av berg- och dalbanor, bland annat 1975 i den första moderna banan med en loop: berg- och dalbanan Revolution i den amerikanska nöjesparken Six Flags Magic Mountain. Stengels typ av banslingor med klotoidformade övergångskurvor är nu standard på många berg- och dalbanor, eftersom människokroppen utsätts för mindre påfrestande krafter i en sådan än i en traditionell cirkulär vertikal slinga.
Efter Schwarzkopfs pensionering 1995 har Stengel bevarat sin starka position i branschen, och har arbetat med de flesta av världens mest kända berg- och dalbanor, bland dem El Toro, Kingda Ka (år 2012 världens högsta och näst snabbaste berg- och dalbana), Mystery Mine i nöjesparken Dollywood, Son Of Beast och Top Thrill Dragster (fram till 2005 den högsta och snabbaste berg- och dalbanan i världen). Stengel har också designat världens största portabla berg- och dalbana, Olympia Looping. I Sverige representeras Ingenieurbüro Stengel av Lisebergbanan i Göteborg samt Jetline på Gröna Lund, båda designade av Stengel och tillverkade av Schwarzkopf.
År 2005 tilldelades han titeln hedersdoktor vid Göteborgs universitet, för sin "outtömliga kreativitet i arbetet med att koppla fysik och design till den mänskliga kroppens upplevelsen av berg- och dalbanor och andra åkattraktioner."
I samband med premiären av Maverick 26 maj 2007 i nöjesparken Cedar Point firade Stengel att han då designat 500 berg- och dalbanor. Han är numera delvis pensionerad, men arbetar som konsult i frågor som rör åkattraktioner.